# Merete Torp
Merete Torp (født 27. august 1956 på Frederiksberg) er en dansk forfatter.
Torp debuterede som forfatter i 1972, da hendes tolv første digte blev trykt i tidsskriftet Hvedekorn. Derefter blev det dog til en lang pause, og hendes første digtsamling, Digte, blev ikke udgivet før i 1982. Den blev meget kritikerrost og hun blev på baggrund af denne tildelt et legat fra Statens Kunstfond (1983) og Edith og Helge Rode Legatet (1984). Hendes anden og indtil videre seneste digtsamling, Digte II, udkom i 1996. Også den blev kritikerrost og hun fik bl.a. anerkendelse i form af uddelinger fra Statens Kunstfond (1996, 1997 & 1998) samt Emil Aarestrup Medaillen (1997). I 2001 blev hun tildelt Drachmannlegatet. Hun udgiver fortsat digte i forskellige tidsskrifter.
Karakteristisk for Torps digtning er at digtene begynder fra et kvindeligt jeg og dens oplevelse af liv, død og kærlighed.

## Bøger og lydoptagelse
- Torp, Merete (1982). Digte. Kbh.: Gyldendal. ISBN 87-00-56613-6.
- Torp, Merete (1996). Digte II (2. oplag udgave). Kbh.: Gyldendal. ISBN 87-00-27526-3.
- Torp, Merete (2000). Merete Torp. Booktraders lyrikcd. Kbh: Booktrader.